# Batalla de Renty
La batalla de Renty se libró el 12 de agosto de 1554 en Renty, un teatro secundario de las Guerras italianas al norte de Francia entre Francia y el Sacro Imperio Romano Germánico. Las fuerzas francesas fueron dirigidas por Francisco, duque de Guisa, mientras que las fuerzas imperiales fueron dirigidas por el emperador Carlos V de Habsburgo.

## Contexto
Francia y los Habsburgo reinantes en España y el Sacro Imperio habían estado enfrentadas en las guerras italianas por la primacía europea desde hacía décadas. En 1551 empezó otra guerra entre ambas potencias y el rey Enrique II de Francia firmó en enero de 1552 el tratado de Chambord con varios príncipes imperiales protestantes opuestos al emperador, comprometiéndose a apoyarles a cambio de ocupar los Tres Obispados (Metz, Toul y Verdún), plazas claves en la frontera entre Francia y el Sacro Imperio.
Tras ocupar las fuerzas francesas dichas plazas en 1552, el ejército imperial comenzó a sitiar Metz en la frontera renana a finales de año. Sin embargo una epidemia de tifus obligó a Carlos V a abandonar el sitio en enero de 1553 y la guerra se desplazó a la frontera flamenca. En una invasión imperial sobre Picardía en 1553 las fuerzas de Carlos V tomaron y arrasaron Hesdin y Thérouanne. Los franceses reaccionaron tomando en 1554 Bouillon, Dinant (ciudades del Principado de Lieja) y la fortaleza imperial de Mariembourg (construida en 1546 por María de Hungría en parte que fue de la ciudad liejense de Couvin).
El condestable de Montmorency, general francés, organizó en 1554 un gran ejército para amenazar Bruselas, capital de Brabante (antiguo territorio borgoñón en manos Habsburgo). Tenía más de 40 000 soldados que avanzaron por Cambrai, Calais y Boulogne hasta la fortaleza fronteriza de Renty. Con ellos marchaba la élite de la nobleza francesa: Francisco de Guisa, Gaspard de Saulx-Tavannes, Francisco I de Nevers, Claudio II de Aumale y Gaspar II de Coligny. Frente a ellos las fuerzas imperiales en los Países Bajos contaban con un número similar de soldados.

## La batalla
El 8 de agosto, el ejército francés llegó a Renty. La caballería española cargó contra la infantería francesa forzando su retirada mientras su infantería estaba en el Bois Guillaume. La infantería francesa fue alentada por Gaspar de Saulx-Tavannes quién cargó mientras la infantería española era empujada fuera del bosque por Gaspar de Coligny y puesta en fuga por Francisco de Guisa.

## Consecuencias
La victoria francesa puso en fuga a Carlos V y sus fuerzas, pero el ejército francés no le persiguió sino que intentó tomar la fortaleza de Renty. En recompensa por su participación en la batalla, Gaspar de Saulx-Tavannes fue nombrado caballero de la Orden de San Miguel.
Pese a su victoria táctica, la falta de municiones obligó al ejército francés a retirarse de Renty el 15 de agosto sin haber tomado la ciudad, replegándose a Compiegne. La guerra continuó durante dos años más, sin victorias decisivas para ningún bando mientras Carlos V organizaba la abdicación de sus títulos en su hijo, Felipe y su hermano Fernando. Renty fue la última campaña que el emperador lideraría personalmente siendo las operaciones posteriores en Picardía encabezadas por sus generales.
El éxito francés en mantener el control de los territorios en disputa, sumado a la abdicación del emperador dos años más tarde supuso que Francia retuviera los Tres Obispados de Metz, Toul y Verdún en el tratado de Vaucelles de 1556. Aun así, el conflicto entre Francia y los Habsburgo continuó, continuando la guerra en 1557.